# Krog (film, 1998)
Krog (japonsko リング, Hepburn Ringu) je japonska nadnaravna grozljivka-psihološki triler iz leta 1998, ki ga je režiral Hideo Nakata po scenariju Hirošija Takahašija in je posnet po istoimenskem romanu Kodžija Suzukija. V glavnih vlogah nastopajo Nanako Macušima, Miki Nakatani in Hirojuki Sanada, zgodba sledi novinarjevemu raziskovanju skrivnostne preklete videokasete, zaradi katere vsak sedem dni po ogledu posnetka umre. 
Produkcija je potekala devet mesecev, snemanje je potekalo skupaj z nadaljevanjem Spirala, v katerem je podobna igralska zasedba, toda brez sodelovanja Nakate in Takahašija. Oba filma sta bila premierno prikazana 31. januarja 1998 na Japonskem, ker je studio želel izkoristiti priljubljenost romana. Krog se je izkazal za mednarodno uspešnega, kritiki pa so pohvalili njegovo vzdušje, počasen tempo groze in teme. Film je sprožil istoimensko franšizo, vpliven je bil tako pri popularizaciji japonskih grozljivk na Zahodu, vključno z remakeom filma iz leta 2002, kot tudi pri preporodu japonskih grozljivk, kot sta Ju-On in Zamera. Ker je bilo prvotno nadaljevanje filma Spirala neuspešno, sta Nakata in Takahaši leta 1999 ponovno posnela nadaljevanje Krog 2.

## Vloge
- Nanako Macušima kot Reiko Asakava
- Hirojuki Sanada kot Rjuži Takajama
- Rikija Otaka kot Joiči Asakava
- Miki Nakatani kot Mai Takano
- Juko Takeuči kot Tomoko Oiši
- Hitomi Sato kot Masami Kurahaši
- Daisuke Ban kot dr. Heihačiro Ikuma
- Rie Ino kot Sadako Jamamura
- Masako kot Šizuko Jamamura
- Joiči Numata kot Takaši Jamamura
- Jutaka Macušige kot Jošino
- Kacumi Muramacu kot Koiči Asakava